# 440 (numero)
Quattrocentoquaranta (440) è il numero naturale dopo il 439 e prima del 441.

## Proprietà matematiche
- È un numero pari.
- È un numero composto con 16 divisori: 1, 2, 4, 5, 8, 10, 11, 20, 22, 40, 44, 55, 88, 110, 220 e 440. Poiché la somma dei suoi divisori (escluso se stesso) è 640 > 440, è un numero abbondante.
- È un numero di Harshad nel sistema numerico decimale.
- È la somma dei primi 17 numeri primi (440=2+3+5+7+11+13+17+19+23+29+31+37+41+43+47+53+59).
- È un numero pratico.
- È un numero felice.
- È parte delle terne pitagoriche (42, 440, 442), (99, 440, 451), (264, 352, 440), (279, 440, 521), (330, 440, 550), (384, 440, 584), (440, 462, 638), (440, 525, 685), (440, 825, 935), (440, 918, 1018), (440, 1056, 1144), (440, 1170, 1250), (440, 1911, 1961), (440, 2178, 2222), (440, 2400, 2440), (440, 3009, 3041), (440, 4389, 4411), (440, 4830, 4850), (440, 6042, 6058), (440, 9675, 9685), (440, 12096, 12104), (440, 24198, 24202), (440, 48399, 48401).
- È un numero palindromo e un numero a cifra ripetuta nel sistema di numerazione posizionale a base 21 (KK).
- È un numero congruente.
- È un numero odioso.
- È un numero semiperfetto.

## Astronomia
- 440P/Kobayashi è una cometa periodica del sistema solare.
- 440 Theodora è un asteroide della fascia principale del sistema solare.
- NGC 440 è una galassia spirale della costellazione del Tucano.

## Astronautica
- Cosmos 440 è un satellite artificiale russo.

## Musica
- 440 Hz è la frequenza del La base.